# Шпиганович Всеволод Модестович
Всеволод Модестович Шпиганович (25 липня 1922, Катеринослав — 17 грудня 1987) — український радянський художник декоративного мистецтва і педагог; член Спілки радянських художників України з 1958 року.

## Біографія
Народився 25 липня 1922 року в місті Катеринославі (нині Дніпро, Україна). Тут же закінчив школу. Брав участь у німецько-радянській війні з 1941 року. Служив лейтенантом медичної служби у евакуаційному шпиталі. Нагороджений медалями за «За оборону Кавказу», «За взяття Будапешта» (29 грудня 1944), орденами Червоної Зірки (24 грудня 1945), Вітчизняної війни I ступеня (6 квітня 1985). Був членом КПРС.
1955 року закінчив Львівський інститут прикладного та декоративного мистецтва, де навчався на кафедрі художньої кераміки. Дипломна робота — декоративна ваза, присвячена Ярославу Галану (керівник: Ф. В. Ткаченко; оцінка: відмінно, диплом з відзнакою).
Після закінчення навчання став викладачем малюнку та живопису, багато років працював у Дніпропетровському художньому училищі. Мешкав у Дніпропетровську в будинку на вулиці Карла Лібкнехта, № 19, квартира № 11. Помер 17 грудня 1987. Похований у Дніпрі.

## Творчість
Працював у галузі декоративного мистецтва (художній фарфор). Серед робіт:
- декоративні вази, присвячені Ярославу Галану, Іванові Франкові (1956);
- чайний сервіз «Жовтневий» (1957);
- декоративне блюдо «40 років Ленінському комсомолу» (1958);
- мозаїчний портрет Тараса Шевченка (1964).

Брав участь у республіканських виставках з 1957 року.